# Jinyiwei

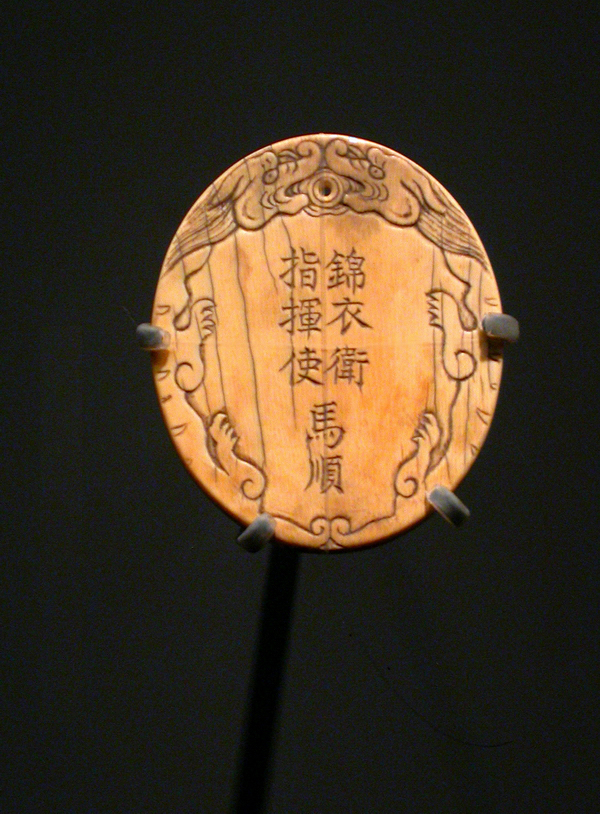
Distintiu d'un guarda de la Jinyiwei on es llegeix: «Ma Shun, comandant de la Jinyiwei».

La Jinyiwei (en xinès tradicional 錦衣衛, en xinès simplificat 锦衣卫, en pinyin Jǐnyīwèi; literalment 'la guàrdia de l'uniforme de brocat') era la policia secreta imperial al servei dels emperadors xinesos de la dinastia Ming. La institució la va fundar l'emperador Hongwu el 1368 com a cos de guàrdia personal. El 1369 va esdevenir la guàrdia militar imperial. Tenien autoritat per anul·lar els processos i les sentències judicials amb total autonomia i podien arrestar, interrogar i castigar qualsevol, incloent-hi els membres de la noblesa i la família mateix de l'emperador.
La Guàrdia de l'Uniforme de Brocat s'encarregava de recollir informació militar sobre l'enemic i participava en les batalles i en la seva planificació. Els membres de la guàrdia imperial duien un uniforme daurat característic, amb un distintiu al tors, i anaven armats amb una espasa especial.

## Història
L'origen de la guàrdia Jinyiwei data de la dècada del 1360. Servien com a guardaespatlles personals de Zhu Yuanzhang i el van defensar en la batalla contra el senyor de la guerra Chen Youliang. Quan Zhu va fundar la dinastia Ming i va esdevenir l'emperador Hongwu, va començar a sospitar de la lleialtat dels seus súbdits envers la seva persona i sempre estava a l'aguait de possibles rebel·lions i intents d'assassinat. Una de les primeres obligacions dels Jinyiwei fou la d'ajudar l'emperador a espiar els seus súbdits. Més endavant l'emperador Hongwu va ampliar les seves atribucions i els va permetre inspeccionar els oficials imperials que prestaven servei a la capital, abans d'establir formalment l'organització el 1382, amb uns efectius de mig miler de membres. El seu nombre es va incrementar fins a 14.000 en tres anys.
El 1393, l'emperador Hongwu va reduir les atribucions dels Jinyiwei quan es va comprovar que havien abusat de la seva autoritat durant la investigació del complot del general Lan Yu, en el qual es van veure implicades 40.000 persones que foren executades. Quan l'emperador Yongle va ascendir al tron va començar a desconfiar també dels seus súbdits, recelosos amb el nou emperador, que havia arribat al poder usurpant el tron del seu nebot Jianwen. Va reinstaurar l'autoritat dels Jinyiwei per tal d'aumentar el control sobre la cort imperial. L'organització dels Jinyiwei fou desmantellada al cap de 262 anys d'existència quan les forces rebels de Li Zicheng van derrocar la dinastia Ming el 1644.

## Tasques de l'organització
Els Jinyiwei estaven autoritzats a saltar-se tota mena de procediments judicials per tal de perseguir aquells qui eren acusats com a enemics de l'estat, i se'ls garantia plena autonomia per arrestar-los, interrogar-los, detenir-los sense judici i castigar-los, tot això sense seguir cap mena de procés legal. Estaven al servei personal de l'emperador i rebien ordres directes d'ell. També van servir com a comissaris polítics de l'exèrcit Ming en temps de guerra. En els últims anys de la dinastia Ming, els Jinyiwei van passar a estar controlats pel Dong Chang, una branca de la policia secreta Ming dirigida per eunucs creada per l'emperador Yongle. A mesura que la corrupció s'anava apoderant dels membres del govern, els Jinyiwei es van anar fent servir periòdicament com a mitjà per eliminar els oponents polítics mitjançant assassinats i processos paralegals.

## Presència en la cultura popular
- En la pel·lícula Jinyiwei (1985), anomenada en anglès Secret Service of the Imperial Court, de l'estudi Shaw Brothers de Hong Kong, interpretada per Bryan Leung com a comandant dels Jinyiwei.
- En un altre film xinès del 2010 anomenat Jinyiwei (14 Blades en anglès), on el comandant de la guàrdia imperial era interpretat per Donnie Yen.
- En la sèrie de televisió de Hong Kong Hongwu 32 (2011), anomenada en anglès Relic of an Emissary, produïda per la TVB i amb Michael Tse com a comandant dels Jinyiwei.
- En la pel·lícula xinesa del 2014 Xiuchundao (Brotherhood of Blades en anglès), dirigida per Lü Yang i ambientada al final de la dinastia Ming.
- En els manhua xinesos del gènere wuxia anomenats Wu Dao Kuang Zhi Shi (coneguts en anglès com a Blood and Steel) els Jinyiwei són representats com una de les diverses faccions que lluiten pel poder en el món de les arts marcials.
- En el webcòmic Drive del nord-americà Dave Kellett, on apareix una organització futurista de policia secreta anomenada Jinyiwei.